# Lior Eliyahu
Lior Eliyahu (in ebraico ליאור אליהו‎?; Tel Aviv, 9 settembre 1985) è un ex cestista israeliano.
Alto 206 cm, giocava come ala.

## Carriera
È stato selezionato dagli Orlando Magic al secondo giro del Draft NBA 2006 (44ª scelta assoluta).
Con Israele ha disputato sei edizioni dei Campionati europei (2007, 2009, 2011, 2013, 2015, 2017).

## Palmarès

### Squadra
- Campionato spagnolo: 1

Saski Baskonia: 2009-10
- Campionato israeliano: 6

Maccabi Tel Aviv:2006-07, 2008-09, 2010-11, 2011-12
Hap. Gerusalemme: 2014-15, 2016-17
- Coppa di Israele: 4

Maccabi Tel Aviv: 2010-11, 2011-12, 2012-13
Hapoel Gerusalemme: 2018-19
- Coppa di Lega israeliana: 6

Maccabi Tel Aviv: 2007, 2010, 2011, 2012
Hapoel Gerusalemme: 2014, 2016
- Lega Adriatica: 1

Maccabi Tel Aviv: 2011-12

### Individuale
- MVP Coppa di Lega israeliana: 1

Maccabi Tel Aviv: 2011
- Ligat ha'Al MVP: 2

Maccabi Tel Aviv: 2011-12
Hapoel Gerusalemme: 2014-15